# Sporsammenfletning
Sporsammenfletning er et arrangement af togskinner, som løber parallelt på et enkelt skinnespor. Typisk anvendes fire parallelle togskinner, men andre antal togskinner er også set anvendt - fx tre, fem og seks.
Ulempen ved sporsammenfletning er at de er overlappende sådan, at kun et par togskinner kan anvendes ad gangen (i modsætning til dobbeltspor).
Fordelen er, at sporsammenfletningen kun kræver lidt større bredde, end et enkelt togspor - og det anvendes fx steder hvor veje, tunneler eller broer, vil være for dyre at udvide. Herudover kan sporsammenfletningen deles om perroner, køreledning, sveller og ballast. En anden væsentlig fordel er at sporskifter ikke er nødvendig, men det skal sikres at kun ét tog kan være på de sporsammenfletningen ad gangen.